# Jan Andrzej Morsztyn
Jan Andrzej Morsztyn, poljski pesnik, prevajalec in dostojanstvenik poljskega dvora, * 24. junij 1621, Raciborsk, † 8. januar 1693, Pariz.

## Življenje
Jan Andrzej Morsztyn je bil rojen 24. junija 1621 v Raciborsku bližini Krakova v družino premožnih
kalvinistov iz rodbine Leliwa. Študiral je na univerzi v Leidnu na Nizozemskem. Številna
potovanja po Italiji in Franciji so v njem vzbudila smisel za pridobivanje finančnih sredstev in
težnjo po uglajenem plemiškem življenju. Po vrnitvi na Poljsko se je povezal s Stanisławom
Lubomirskim, kar je okrepilo njegovo povezavo s poljskim dvorom. Kasneje je zahvaljujoč
Jerzyju Lubomirskemu postal član poljskega dvora, kjer je svetoval v številnih pravnih in
diplomatskih zadevah ter potoval na diplomatske misije na Madžarsko (1653), Švedsko
(1655) in v Avstrijo (1656). Služil je kot poslanec v Sejmu (parlamentu), leta 1656 je postal
kraljevi sekretar, 1658 kronski referent, 1668 pa kraljevi zakladnik.
V politiki je Morsztyn zastopal profrancosko stranko, naklonjen francoskim
absolutističnim idejam. 16. septembra 1668 je podpisal akt, s katerim je potrdil abdikacijo
kralja Ivana II Poljskega in podprl kandidaturo princa Condéja. Svoje profrancosko
stališče je jasno zastopal tudi za časa vlade Michała Korybuta Wiśniowieckega in Jana III.
Sobieskega. Kasneje se je Morsztyn pridružil opoziciji, kmalu pa je bil obtožen izdaje,
razkrivanja in posredovanja skrivnih korespondenc in finančnih nepravilnosti. Spričo obtožb
je zapustil Poljsko in se preselil na svoje posestvo v Franciji.
Morsztyn je umrl 8. januarja 1693 v Parizu.

## Delo
Morsztyn je deloval v obdobju baroka, ko je na Poljskem cvetelo pesništvo v latinskem in
poljskem jeziku. Sam je bil eden vodilnih pesnikov tega obdobja (poleg njega je eden večjih
predstavnikov Wacław Potocki). Njegov slog je močno zaznamovala ekstravagantnost in
senzualna ekspresivnost italijanskega marinizma (poimenovanje po pesniku Giambattisti
Mariniju). Večino svojih del je napisal pred letom 1668, svoja dela pa je zaradi visokega
položaja in strahu pred preganjanjem in samokritičnosti hranil zgolj v obliki rokopisov – tako
je večina njegovih del v tiskani obliki izšla šele v 19. stoletju.
Njegovi najbolj znani pesniški zbirki sta Lutnia (Lutnja) in Kanikuła albo Psia gwiazda
(Kanikula ali pasja zvezda). Lutnia (1661) vsebuje preko 200 pesmi po zgledu Marinijeve
ljubezenske in erotične poezije, v njej pa je najti tudi humoreskne epigrame ter pesmi v obliki
pisem bližnjim. Kanikuła albo Psia gwiazda (1647) prav tako vsebuje preko 30 pesmi, ki so
večinoma parafraza Marinijevih erotičnih pesmi. Pojem »kanikula« označuje obdobje
vročinskega vala, ki v kontekstu ljubezni in erotike poudarja strast.
Poleg Giambattiste Marinija so na Morsztynovo delo vplivali tudi Horacij, Ovidij in Martial
(katerih dela je pogosto prevajal ali parafraziral), Jan Kochanowski, Maciej Kazimierz
Sarbiewski ter številni drugi italijanski, francoski in nizozemski avtorji.
Deloval je tudi kot prevajalec iz italijanščine in francoščine: prevedel je dela Psyche
(Giambattista Marini), Amintas (Torquato Tasso) ter Le Cid (Pierre Corneille). Slednji je bil
prvi prevod Le Cida v poljščino in do današnjega dne ostaja standardni poljski prevod tega
dela.

## Literarna dela
- Kanikuła albo Psia gwiazda (Kanikula ali pasja zvezda, 1647)
- Lutnia (Lutnja, 1661)

## Prevodi v slovenščino
Tone Pretnar je prevedel deset izbranih Morsztynovih pesmi, ki so objavljene v antologiji poljske poezije Veter davnih vrtnic: pet sonetov, štiri enokitičnice ter eno daljše pesemsko besedilo.
- Nasmehu
- Mrliču
- Galjotom
- Ljubezenske moči
- Križcu na prsih nekega dekleta
- Pametna
- Neznana
- Žalostna
- Nekomu
- K... nagrobnik

Rozka Štefan je prevedla tri Morsztynove pesmi, ki so objavljene v antologiji poljske poezije Prošnja za srečne otoke.
- O moji gospodični
- Metulj
- Ni neumna